# Laarbeek
Laarbeek est une commune des Pays-Bas de la province du Brabant-Septentrional.

## Localités
Aarle-Rixtel, Achterbosch, Beek en Donk, Beemdkant, Broek, Croy, De Hei, Deense Hoek, Ginderdoor, Groenewoud, Heikant, Het Hool, Het Laar, 't Hof, Kruisschot, Lieshout, Mariahout, Scheepstal, Strijp, Wolfsputten.